# Pop Galo
Pop Galo è una moderna opera scultorea di arte urbana itinerante dell'artista Joana Vasconcelos. Raffigura il Gallo di Barcelos, simbolo del Portogallo.

## Storia
L'opera fu inaugurata il 6 novembre 2016, in occasione del Web Summit dello stesso anno, sull'Avenida Ribeira das Naus di Lisbona, lungo il lato della Baixa sul fiume Tago, dove rimase esposta non oltre quel mese. In séguito è stata esposta:
- a Pechino (marzo - aprile 2017) in occasione delle celebrazioni per l'anno del Gallo di Fuoco (calendario astrologico cinese);
- a Bilbao (29 giugno - 11 novembre 2018), nel contesto della mostra personale I'm Your Mirror della stessa Vasconcelos presso il Guggenheim Museum Bilbao;
- a Barcelos (dicembre 2018 - settembre 2019), dove la leggenda del Gallo di Barcelos è ambientata;
- nello Yorkshire Sculpture Park (7 marzo 2020 - 9 gennaio 2022), nel contesto della mostra personale Beyond

## Descrizione

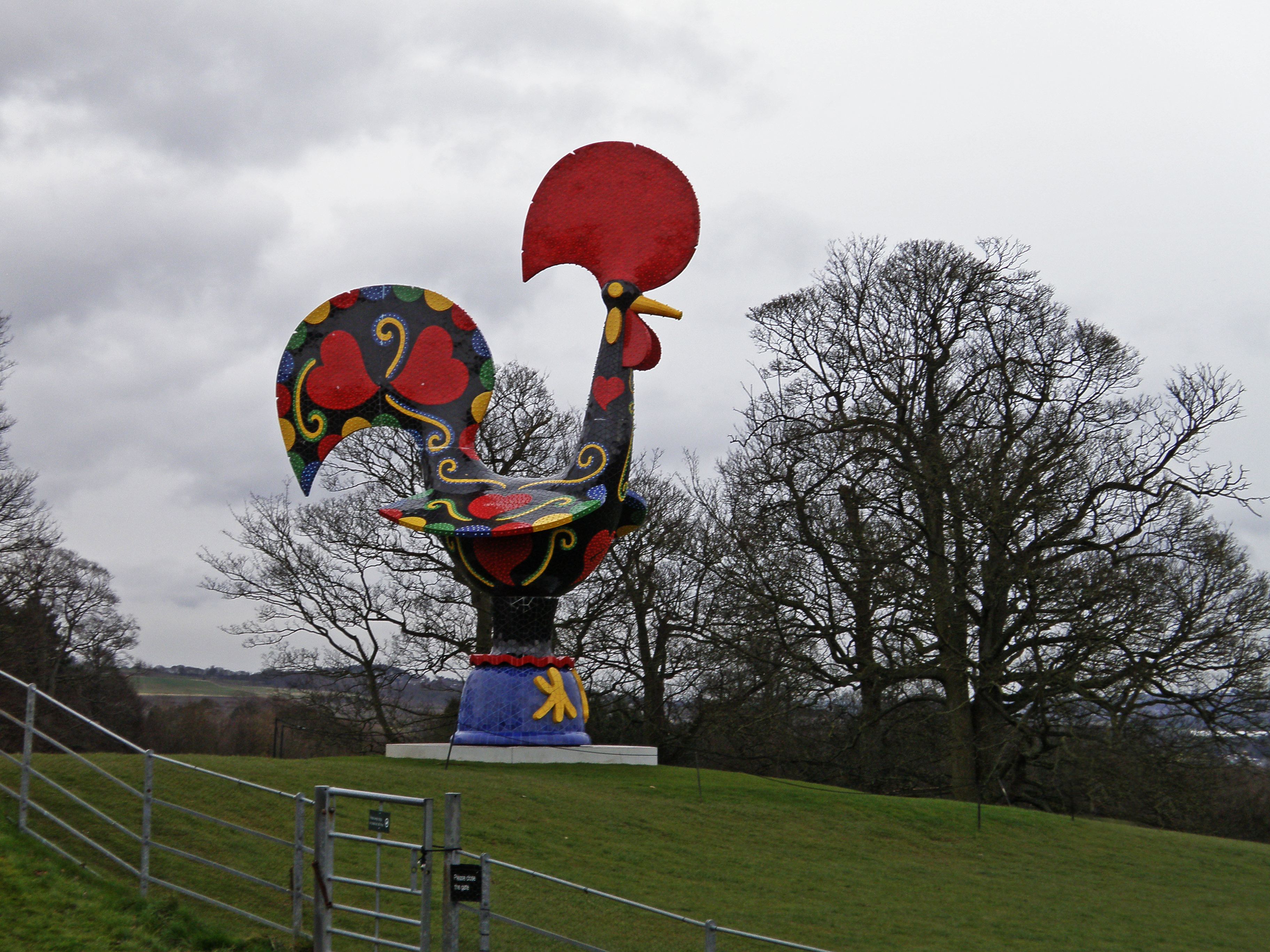
Il Pop Galo nello Yorkshire Sculpture Park

Il Gallo di Barcelos è rivisitato con un aspetto contemporaneo che unisce la tradizione nazionale portoghese dell'azulejo artigianale alla più moderna tecnologia LED. L'opera, alta 10 metri, è coperta da circa 17.000 azulejos fatti a mano (disegnati nello studio dell'artista e realizzati dalla centenaria Fábrica de Cerâmica da Viúva Lamego di Anjos) e circa 15.000 luci a LED, ed è accompagnata da composizioni musicali di Jonas Runa.